# Johann August Stöger
Johann August Stöger, eigentlich Johann August Althaler, auch Johann August Althaller (* 20. Juni 1791 in Ravelsbach als Johann Baptist Althaller; † 7. Mai 1861 in München), war ein österreichischer Theaterdirektor und Sänger (Tenor).

## Leben
Stöger wurde 1791 als Sohn des Maurermeisters Jakob Althaler (auch Althaller geschrieben) im niederösterreichischen Ravelsbach geboren. Er heiratete 1833 die Schauspielerin Johanna, geborene Wimmer, verwitwete Liebich (1774–1849) und war der Adoptiv-Vater der Sängerin Auguste Stöger (1836–1868).
Nach dem Gymnasium absolvierte er eine Gesangsausbildung in Wien und wurde 1810 Mitglied des Hofopernchores. Als Solosänger begann er 1815 am Brünner Stadttheater und wechselte 1816 an das Prager Ständetheater, wo er bis 1821 verblieb. Er sang dort insgesamt 30 Rollen, unter anderem den Tamino in Mozarts Die Zauberflöte und den Prinzen in Cendrillon ou la Petite Pantoufle de verre (Cendrillon [Aschenbrödel] oder der kleine gläserne Pantoffel) von Nicolas Isouard. Hier lernte er auch die Gattin seines Direktors Liebich kennen, nach dessen Tod 1816 er sie bei der Führung des Theaters beriet und 1821 mit ihr gemeinsam Prag verließ. 1823 übernahm er die Direktion des Ständischen Theaters in Graz, das er 1825 mit dem Theater von Preßburg zusammenführte. An beiden Bühnen war er unter anderem der Direktor von Ferdinand Raimund und Johann Nestroy.
Im Jahre 1832 pachtete er das Theater in der Josefstadt, wo er für einige Premieren verantwortlich war: 1833 Robert le diable (Robert der Teufel) von Giacomo Meyerbeer, 1834 sowohl Das Nachtlager in Granada von Conradin Kreutzer, als auch Raimunds Der Verschwender. In Wien wurde er Mitglied der Künstlervereinigung Ludlamshöhle.
Von 1834 bis 1846 übernahm er das Prager Ständetheater und leitete von 1842 bis 1844 auch noch sein privates Neues Theater in der Rosengasse. Von 1848 bis 49 kam Stöger als Direktor an das Josefstädter Theater zurück, 1852–58 pachtete er zum zweiten Male das Prager Ständetheater. Hier pflegte er besonders die Werke von Meyerbeer und Richard Wagner. Nach einem finanziellen Konflikt mit seinem Co-Direktor und Nachfolger Franz Thomé, der auch Gründer der Schlaraffia war, übersiedelte er 1860 zu seiner Tochter nach München, wo er 1861 verstarb.